# Lazarus Chakwera
Lazarus Chakwera (ur. 5 kwietnia 1955 w Lilongwe) – malawijski polityk, były duchowny protestancki. W latach 1989–2013 przewodniczący malawijskiego oddziału Zborów Bożych, od 11 sierpnia 2013 przewodniczący Partii Kongresowej Malawi, od 28 czerwca 2020 prezydent Malawi.

## Życiorys
Chakwera uzyskał dyplom licencjata na University of Malawi (1977) oraz licencjata z wyróżnieniem na University of the North w Południowej Afryce (1981). W 1991 roku uzyskał tytuł magistra teologii na Uniwersytecie w Pretorii, a w 2000 roku tytuł doktora na Trinity International University w Stanach Zjednoczonych.
Pierwszy raz kandydował na urząd prezydenta Malawi w wyborach w 2014 roku, kiedy to zajął drugie miejsce z poparciem 28% głosujących. W wyborach w maju 2019 roku również zajął drugie miejsce. Tym razem osiągnął wynik 35,4% głosów, minimalnie przegrywając z urzędującym prezydentem Peterem Mutharika, który zdobył 38,6% głosów. Sąd Konstytucyjny jednak uchylił wyniki uznając, że przebieg wyborów był pełen nieprawidłowości.  
Powtórka wyborów odbyła się 23 czerwca 2020, a kampanię wyborczą Chakwery wspierał ekonomista i wiceprezydent Malawi – Saulos Chilima. Chakwera zwyciężył z wynikiem 59,34% głosów.  
Jest żonaty, ma czworo dorosłych dzieci. 